# Oranje

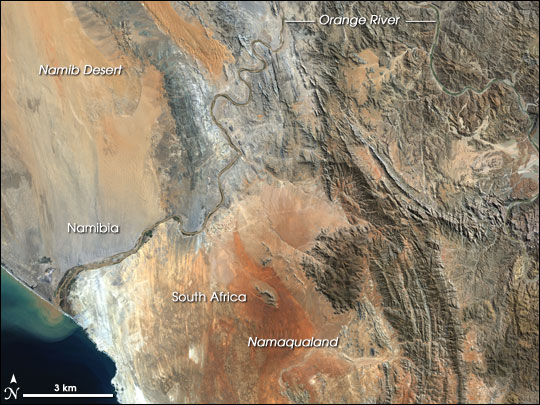
Satelitarne zdjęcie przedstawiające ok. 100 ostatnich kilometrów rzeki Oranje.

Oranje (Orange, ang. Orange River, afr. Oranjerivier) – rzeka w Afryce, płynąca przez terytorium Lesotho, Południowej Afryki i Namibii. 
Źródła rzeki Oranje znajdują się w Górach Smoczych w Lesotho, we wschodniej części Afryki południowej, uchodzi natomiast do Oceanu Atlantyckiego na wybrzeżu zachodnim. Na rzece znajdują się progi i wodospady (np. Augrabiesval). Występują duże wahania stanów wód i częste są powodzie letnie. Rzeka wykorzystywana jest do nawadniania.
W okresie kolonialnym rzeka stanowiła na większości swego odcinka administracyjną linię graniczną pomiędzy Kolonią Przylądkową a innymi terytoriami regionu: Niemiecką Afryką Południowo-Zachodnią (dzisiejszą Namibią), Beczuaną, ziemiami ludów Grique, Wolnym Państwem Orania (potem Kolonią Oranje). Dziś stanowi granicę administracyjnych regionów RPA, a na końcowym odcinku – granicę państwową między RPA a Namibią.
Większe dopływy rzeki Oranje:
- Mohokare[1]
- Vaal
- Tele
- Makhaleng[1]
- Senqunyane
- Tsedike
- Malibamatso[1]
- Matsoku
- Dinakeng
- Khubelu
- Mokhotlong